# Spielvereinigung Greuther Fürth
El SpVgg Greuther Fürth, conegut més simplement com a Greuther Fürth, de nom complet Spielvereinigung Greuther Fürth e.V., és un club de futbol alemany de la ciutat de Fürth a l'estat de Baviera.

## Història

### Spielvereinigung Fürth
El SpVgg Fürth nasqué el 23 de setembre de 1903 com a secció de futbol del club gimnàstic Turnverein 1860 Fürth. El novembre de 1906 s'independitzà. El club jugà l'Ostkreisliga i guanyà els títols de divisió els anys 1912, 1913 i 1914. Aquest mateix 1914 acabà guanyat el campionat alemany derrotant el campió VfB Leipzig el 31 de maig a Magdeburg. Guanyà dos nous campionats alemanys els anys 1926 i 1929, derrotant en ambdues ocasions el Hertha BSC. També guanyà durant aquests anys quatre copes del sud d'Alemanya. El 27 d'agost de 1929 s'uní al FC Schneidig Fürth.
Durant el Tercer Reich participà en la Gauliga Bayern, proclamant-se campió l'any 1935. Després de la Guerra participà en la Oberliga Süd (I), Landesliga Bayern (II) i finalment a la Oberliga, on guanyà el títol de l'any 1950, passant a les eliminatòries nacionals, on fou semifinalista. El 1954, dos jugadors del club, Karl Mai i Herbert Erhardt, es proclamaren campions del món amb la selecció al Mundial de Suïssa. Quan nasqué la Bundesliga el 1963 el club no es classificà per participar-hi i passà a jugar la Regionalliga Süd. Disputà la 2. Bundesliga des de la seva creació el 1974 fins a 1983. A continuació passà a disputar altres categories inferiors.

### TSV Vestenbergsgreuth
El TSV Vestenbergsgreuth es creà l'1 de febrer de 1974. Passà a l'Amateur Oberliga Bayern (III) el 1987.

### SpVgg Greuther Fürth
L'1 de juliol de 1996 TSV Vestenbergsgreuth i SpVgg Fürth es fusionaren per formar el SpVgg Greuther Fürth. Ambdós clubs estaven disputant la mateixa competició, la Regionalliga Süd (III). La següent temporada assolí l'ascens a la 2. Bundesliga. L'any 2012 assolí l'ascens a la Bundesliga, perdent la categoria en finalitzar la temporada.

## Palmarès
- Lliga alemanya de futbol
  - 1914, 1926, 1929
- Campionat d'Alemanya del Sud
  - 1914, 1923, 1931
- Ostkreis-Liga (I)
  - 1912, 1913, 1914, 1917
- Kreisliga Nordbayern (I)
  - 1922, 1923
- Bezirksliga Nordbayern (I)
  - 1928, 1930, 1931
- Gauliga Bayern (I)
  - 1935
- Oberliga Süd (I)
  - 1950
- 2. Bundesliga
  - 2012
- Landesliga Bayern-Mitte (IV)
  - 1991
- Copa Intertoto
  - 1969
- Copa Alemanya Indoor
  - 2000
- Copa d'Alemanya del Sud
  - 1918, 1923, 1925, 1926, 1927
- Copa Mittelfranken
  - 1990, 1991, 1996, 1997

## Jugadors

### Plantilla 2024-25
A 5 febrer 2025 
| N. | Pos. | Nac. | Jugador                                       |
| -- | ---- | --- | --------------------------------------------- |
| 1  | POR  | [[Fitxer:Flag of Germany.svg\|23x15px\|border \|alt=Alemanya\|link=Selecció de futbol d'Alemanya\|{{#if:\|]]               | Nils Körber                                   |
| 2  | DEF  | [[Fitxer:Flag of Germany.svg\|23x15px\|border \|alt=Alemanya\|link=Selecció de futbol d'Alemanya\|{{#if:\|]]               | Simon Asta                                    |
| 5  | DEF  | [[Fitxer:Flag of Germany.svg\|23x15px\|border \|alt=Alemanya\|link=Selecció de futbol d'Alemanya\|{{#if:\|]]               | Reno Münz                                     |
| 6  | MIG  | [[Fitxer:Flag of Burkina Faso.svg\|23x15px\|border \|alt=Burkina Faso\|link=Selecció de futbol de Burkina Faso\|{{#if:\|]] | Sacha Bansé                                   |
| 7  | DAV  | [[Fitxer:Flag of Germany.svg\|23x15px\|border \|alt=Alemanya\|link=Selecció de futbol d'Alemanya\|{{#if:\|]]               | Dennis Srbeny                                 |
| 9  | DAV  | [[Fitxer:Flag of Germany.svg\|23x15px\|border \|alt=Alemanya\|link=Selecció de futbol d'Alemanya\|{{#if:\|]]               | Noel Futkeu                                   |
| 10 | DAV  | [[Fitxer:Flag of Sweden.svg\|23x15px\|border \|alt=Suècia\|link=Selecció de futbol de Suècia\|{{#if:\|]]                   | Branimir Hrgota (capità)                      |
| 11 | MIG  | [[Fitxer:Flag of Germany.svg\|23x15px\|border \|alt=Alemanya\|link=Selecció de futbol d'Alemanya\|{{#if:\|]]               | Roberto Massimo                               |
| 14 | MIG  | [[Fitxer:Flag of Germany.svg\|23x15px\|border \|alt=Alemanya\|link=Selecció de futbol d'Alemanya\|{{#if:\|]]               | Jomaine Consbruch                             |
| 15 | DEF  | [[Fitxer:Flag of Germany.svg\|23x15px\|border \|alt=Alemanya\|link=Selecció de futbol d'Alemanya\|{{#if:\|]]               | Joshua Quarshie (cedit pel Hoffenheim)        |
| 17 | DEF  | [[Fitxer:Flag of Germany.svg\|23x15px\|border \|alt=Alemanya\|link=Selecció de futbol d'Alemanya\|{{#if:\|]]               | Niko Gießelmann                               |
| 18 | DEF  | [[Fitxer:Flag of Germany.svg\|23x15px\|border \|alt=Alemanya\|link=Selecció de futbol d'Alemanya\|{{#if:\|]]               | Marco Meyerhöfer                              |
| 21 | DEF  | [[Fitxer:Flag of Germany.svg\|23x15px\|border \|alt=Alemanya\|link=Selecció de futbol d'Alemanya\|{{#if:\|]]               | Kerim Çalhanoğlu                              |
| 22 | DAV  | [[Fitxer:Flag of Serbia.svg\|23x15px\|border \|alt=Sèrbia\|link=Selecció de futbol de Sèrbia\|{{#if:\|]]                   | Nemanja Motika (cedit pel Olimpija Ljubljana) |

| N. | Pos. | Nac. | Jugador                                 |
| -- | ---- | --- | --------------------------------------- |
| 23 | DEF  | [[Fitxer:Flag of Germany.svg\|23x15px\|border \|alt=Alemanya\|link=Selecció de futbol d'Alemanya\|{{#if:\|]]                                | Gideon Jung                             |
| 24 | MIG  | [[Fitxer:Flag of Germany.svg\|23x15px\|border \|alt=Alemanya\|link=Selecció de futbol d'Alemanya\|{{#if:\|]]                                | Marco John                              |
| 25 | DEF  | [[Fitxer:Flag of Switzerland.svg\|23x16px\|border \|alt=Suïssa\|link=Selecció de futbol de Suïssa\|{{#if:\|]]                               | Noah Loosli (cedit pel Bochum)          |
| 27 | DEF  | [[Fitxer:Flag of Germany.svg\|23x15px\|border \|alt=Alemanya\|link=Selecció de futbol d'Alemanya\|{{#if:\|]]                                | Gian-Luca Itter                         |
| 28 | DAV  | [[Fitxer:Flag of Germany.svg\|23x15px\|border \|alt=Alemanya\|link=Selecció de futbol d'Alemanya\|{{#if:\|]]                                | Jannik Mause (cedit pel Kaiserslautern) |
| 30 | MIG  | [[Fitxer:Flag of Germany.svg\|23x15px\|border \|alt=Alemanya\|link=Selecció de futbol d'Alemanya\|{{#if:\|]]                                | Felix Klaus                             |
| 31 | POR  | [[Fitxer:Flag of Germany.svg\|23x15px\|border \|alt=Alemanya\|link=Selecció de futbol d'Alemanya\|{{#if:\|]]                                | Lennart Grill (cedit pel Union Berlin)  |
| 33 | DEF  | [[Fitxer:Flag of the United States.svg\|23x15px\|border \|alt=Estats Units d'Amèrica\|link=Selecció de futbol dels Estats Units\|{{#if:\|]] | Maximilian Dietz                        |
| 34 | MIG  | [[Fitxer:Flag of Germany.svg\|23x15px\|border \|alt=Alemanya\|link=Selecció de futbol d'Alemanya\|{{#if:\|]]                                | Denis Pfaffenrot                        |
| 36 | MIG  | [[Fitxer:Flag of Germany.svg\|23x15px\|border \|alt=Alemanya\|link=Selecció de futbol d'Alemanya\|{{#if:\|]]                                | Philipp Müller                          |
| 37 | MIG  | [[Fitxer:Flag of the United States.svg\|23x15px\|border \|alt=Estats Units d'Amèrica\|link=Selecció de futbol dels Estats Units\|{{#if:\|]] | Julian Green                            |
| 42 | POR  | [[Fitxer:Flag of Germany.svg\|23x15px\|border \|alt=Alemanya\|link=Selecció de futbol d'Alemanya\|{{#if:\|]]                                | Moritz Schulze                          |
| 44 | POR  | [[Fitxer:Flag of Germany.svg\|23x15px\|border \|alt=Alemanya\|link=Selecció de futbol d'Alemanya\|{{#if:\|]]                                | Nahuel Noll (cedit pel Hoffenheim)      |

## Futbolistes històrics destacats
- Karl Mai, 21 cops internacional. Disputà el Mundial de 1954.
- Herbert Erhardt, 50 cops internacional. Disputà els Mundials de 1954, 1958 i 1962.
- Julius Hirsch, 7 cops internacional. Disputà els Jocs Olímpics de 1912.
- Heiko Westermann, internacional amb Alemanya.
- Roberto Hilbert, internacional amb Alemanya.
- Rachid Azzouzi, internacional amb el Marroc els Mundials de 1994 i 1998.